# Стефан Нементовський

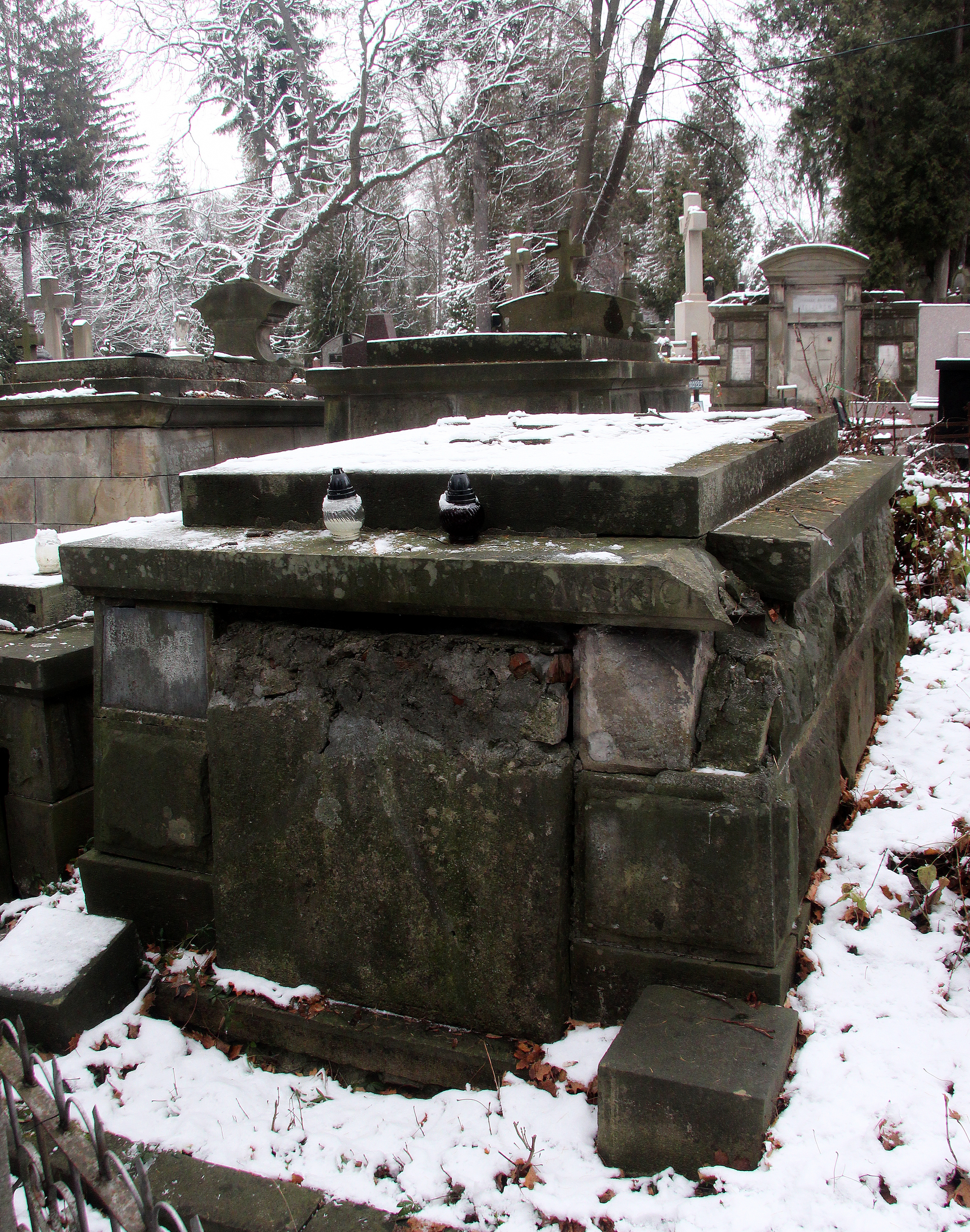

Стефан Домінік Нементовський (пол. Stefan Dominik Niementowski; 4 серпня 1866, Жовква — 13 липня 1925, Варшава) — польський вчений, хімік, винахідник, професор, академік, доктор наук, ректор Львівської Політехніки.

## Біографія
Вивчав хімію у Львівській політехніці, Берлінському технічному університеті та Мюнхенському технічному університеті. Захистив докторську дисертацію в 1887 році в університеті Ерланґена— Нюрнберга.
З 1892 працював професором Львівської політехніки і завідувачем кафедрою загальної і аналітичної хімії, потім обирався ректором Львівської Політехніки в 1899—1900, 1900—1901 і 1908—1909 роках. У 1901 р. як ректор був депутатом 7-ї каденції Галицького національного парламенту та знову депутат 9-ї каденції.
Був членом і керівником природничо-математичного відділення Польського наукового товариства дослідників природи ім. Коперника у Львові, в 1920—1922 — президент товариства ім. Коперника у Львові, член Польської академії знань.
У 1919 Нементовський став одним із співзасновників Польського хімічного товариства. У 1920 — в числі організаторів Польської Академії технічних наук.
Спеціаліст в галузі органічної хімії. Є винахідником методу синтезу хіноліну і хіназоліну. Нементовським розроблений метод циклоконденсації ароматичних амінокислот з амідами кислот, так звана реакція Нементовського (англ. Niementowski Quinoline Synthesis).
Похований у родинному гробівці, на 78 полі Личаківського цвинтаря .